# 445156 Cheeloomed
445156 Cheeloomed è un asteroide della fascia principale interna. Scoperto nel 2008, presenta un'orbita caratterizzata da un semiasse maggiore pari a 2,452043 UA e da un'eccentricità di 0,157807, inclinata di 1,925259° rispetto all'eclittica.
È dedicato al Cheeloo College of Medicine della Shandong University.